# Telescopio Einstein
Il Telescopio Einstein (Einstein Telescope, o anche solo ET) è un futuro rivelatore di onde gravitazionali di terza generazione attualmente (2022) in fase di studio da parte di vari enti scientifici dell'Unione europea. La proposta del Telescopio Einstein si basa sul successo dei rilevatori di seconda generazione Advanced LIGO e Advanced Virgo e sulle loro osservazioni che hanno permesso di gettare nuova luce sulla scienza delle onde gravitazionali.
Proprio come LIGO e Virgo, il Telescopio Einstein utilizzerà il principio di interferenza di due fasci luminosi per rilevare il passaggio di un'onda gravitazionale (interferometro), spingendosi ancora più avanti: l'intera struttura sarà infatti realizzata sottoterra per mitigare i disturbi causati dal rumore sismico ambientale; la dimensione dell'interferometro passerà dai 3-4 km dei rilevatori attuali a 10 km; le ottiche saranno raffreddate a una temperatura di 10-20 K per ridurne il rumore termico; nuove tecnologie quantistiche verranno adottate per ridurre le fluttuazioni della luce; una serie di infrastrutture saranno realizzate per ridurre ulteriormente altri disturbi ambientali. Attualmente, sono due i luoghi candidati ad ospitare il Telescopio Einstein: la regione circostante la miniera di Sos Enattos in Sardegna e l'Euroregione Mosa-Reno tra Paesi Bassi, Belgio e Germania.
A partire dal 2004 la progettazione del Telescopio Einstein è stata finanziata dalla Commissione europea nell'ambito del Framework Programme 6 (FP6) (2004) e Framework Programme 7 (FP7) (2008). Nel 2020, un consorzio di stati europei e di istituti di ricerca in Europa, ha ufficialmente presentato allo European Strategic Forum for Research Infrastructures (ESFRI) la proposta per la realizzazione del Telescopio Einstein con il supporto politico dell'Italia, Belgio, Polonia, e Paesi Bassi. La sede provvisoria del Telescopio Einstein è presso l'Osservatorio Gravitazionale Europeo, già sede dell'interferometro Virgo.
Il Telescopio Einstein permetterà inoltre, per la prima volta, di osservare le onde gravitazionali provenienti dall'epoca della radiazione cosmica di fondo e consentirà di trovare risposte nell'ambito della cosmologia e della fisica fondamentale, realizzando osservazioni al momento impossibili.

## Storia
La costruzione dei primi rilevatori interferometrici di onde gravitazionali ebbe luogo a cavallo degli anni '90 del XX secolo e dei primi anni del XXI secolo. In questo periodo, divennero operativi i cosiddetti rilevatori di prima generazione come LIGO, Virgo, GEO600 e TAMA. Lo scopo di questi primi interferometri era dimostrare l'efficacia del loro principio di funzionamento. In seguito, LIGO e Virgo sono stati aggiornati a interferometri di seconda generazione, o Advanced, con l'adozione di tecnologie che, seppur già disponibili durante la fase della prima generazione, erano ancora in fase di sperimentazione su prototipi in scala ridotta. Questi aggiornamenti hanno permesso di aumentare di circa un fattore 10 la sensibilità rispetto alla prima generazione e di condurre numerose osservazioni di onde gravitazionali provenienti da sorgenti astrofisiche. Nel 2018, anche il rilevatore giapponese di seconda generazione KAGRA si è unito a LIGO e Virgo.
Tuttavia, già prima che i rilevatori Advanced entrassero in funzione, era chiaro alla comunità scientifica che non avrebbero potuto garantire un rapporto segnale/rumore adeguato per osservazioni precise e che potessero complementare adeguatamente quelle delle controparti elettromagnetiche. Per questo, già a metà del primo decennio del XXI secolo, sì cominciò a pensare ad un rilevatore di terza generazione che potesse ampliare l'orizzonte osservabile da LIGO e Virgo. Questo nuovo rilevatore, che nel 2008 sarebbe stato battezzato definitivamente Telescopio Einstein appunto, avrebbe dovuto adottare una serie di soluzioni tecniche avanzate per poter rappresentare un passo in avanti significativo rispetto alla seconda generazione di interferometri gravitazionali. Grazie al contributo dei fondi europei FP6 (2004) e FP7 (2008), nel 2011 è stata pubblicata la prima proposta di progetto del Telescopio Einstein che prevede una struttura sotterranea per ridurre il rumore causato dal rumore sismico ambientale, ottiche raffreddate a 10 K-20 K per mitigarne il rumore termico; nuove tecnologie quantistiche verranno adottate per ridurre le fluttuazioni della luce; una serie di infrastrutture saranno realizzate per ridurre ulteriormente altri disturbi ambientali. Inoltre, a differenza di LIGO e Virgo, il Telescopio Einstein sarà composto da tre interferometri disposti a triangolo per migliorare la capacità di misurare gli stati di polarizzazione delle onde gravitazionali.
Dato che il Telescopio Einstein sarà estremamente sensibile a disturbi causati dal rumore sismico ambientale, la scelta del luogo di costruzione è fondamentale. Per questo, inizialmente furono proposti dei candidati tra alcuni luoghi europei considerati particolarmente silenziosi dal punto di vista sismico: la miniera di Sos Enattos in Sardegna, il Canfranc Underground Laboratory in Spagna, la miniera di Gyongyosoroszi in Ungheria e l'Euroregione Mosa-Reno tra Paesi Bassi, Belgio e Germania. Ad oggi, solo Sos Enattos e l'Euroregione Mosa-Reno rimangono in competizione per ospitare il Telescopio Einstein e sono tuttora oggetto di una serie di studi di caratterizzazione ambientale. La scelta definitiva per il sito è prevista nel 2024.
Inoltre, nel settembre 2020, basandosi sui successi delle osservazioni di LIGO e Virgo, un consorzio di stati europei ha sottoposto allo European Strategic Forum for Research Infrastructures (ESFRI) la proposta per la realizzazione del Telescopio Einstein con il sostegno politico di Italia, Belgio, Polonia, e Paesi Bassi.

## Scopo del progetto
L'evoluzione degli attuali rilevatori di onde gravitazionali di seconda generazione Advanced Virgo e Advanced LIGO è ben definita. Attualmente sono stati aggiornati al loro livello più avanzato ed è per essi atteso il raggiungimento della massima sensibilità prevista dal progetto entro pochi anni a partire dal 2020.
LIGO ha fatto le prime osservazioni di onde gravitazionali nel 2015 e Virgo ha condiviso questo successo sperimentale con la prima rilevazione di onde gravitazionali osservata da tre rilevatori (GW170814), subito seguita dalla prima individuazione della fusione di una stella a neutroni binaria (GW170817). Tuttavia, la sensibilità necessaria per verificare la Teoria della relatività di Einstein in presenza di forti campi, come pure per ottenere una misura di precisione delle onde gravitazionali astronomiche, principalmente di strutture stellari massicce o di massa altamente asimmetrica in sistemi stellari binari, va oltre le possibilità massime degli attuali rilevatori e dei relativi aggiornamenti. Per esempio, la limitazione principale della sensibilità a bassa frequenza dei rilevatori di seconda generazione è data dal rumore sismico, dal rumore del gradiente gravitazionale correlato e dal rumore termico dell'ultimo stadio della sospensione e delle masse di test.
Per aggirare queste limitazioni, sono necessarie nuove infrastrutture: 
- un sito sotterraneo per il rilevatore, per limitare l'effetto del rumore sismico;
- sistemi di refrigerazione criogenica, per raffreddare gli specchi ed attenuare così la vibrazione termica delle masse di test.

## Gruppo Tecnico
Il progetto ET-FP7, si occupa di rispondere alle problematiche di base relative alla realizzazione del telescopio tramite i suoi quattro gruppi di lavoro tecnico:
- WP1, individuazione del sito e delle relative caratteristiche;
- WP2, progetto e tecnologie del sistema di sospensione;
- WP3, aspetti topologici e geometrici del rilevatore;
- WP4, individuazione delle possibilità di rilevazione e potenzialità astrofisiche.

### Partecipanti
ET è un progetto di studio concettuale e realizzazione incluso nell'European Framework Programme (FP7). È stato proposto da 8 primari istituti di ricerca europea nel campo della ricerca e sperimentazioni sulle onde gravitazionali, coordinati dall'Osservatorio Gravitazionale Europeo:
- Osservatorio Gravitazionale Europeo
- Istituto Nazionale di Fisica Nucleare
- Max-Planck-Gesellschaft zur Förderung der Wissenschaften e. V., tramite Istituto Max Planck per la fisica gravitazionale
- Centre National de la Recherche Scientifique
- Università di Birmingham
- Università di Glasgow
- NIKHEF[7]
- Università di Cardiff

## Caratteristiche del progetto
Fin dalle prime fasi di studio e progettazione, sono stati stabiliti i parametri di base principali.
Come il progetto KAGRA, ET sarà situato nel sottosuolo allo scopo di ridurre il rumore sismico e il rumore del gradiente di gravità causati dagli oggetti in movimento nelle vicinanze del sito scelto.
I bracci saranno lunghi 10 km (più grandi rispetto ai 4 km di LIGO e ai 3 km di Virgo e KAGRA) e, così come nel Laser Interferometer Space Antenna (LISA), i tre bracci formeranno un triangolo equilatero, con due rilevatori in ciascun vertice.
Per misurare la polarizzazione delle onde gravitazionali in ingresso al rilevatore, e per evitare di avere un'orientazione per la quale il telescopio possa risultare non sensibile alle misurazioni, sono necessari almeno due rilevatori. Anche se ciò può essere ottenuto con due interferometri con un angolo di 90° posizionati tra loro a 45°, la forma triangolare permette che i bracci possano essere condivisi. L'angolo di 60° riduce la sensibilità di ogni interferometro, ma ciò è compensato dal terzo rilevatore e la ridondanza addizionale fornisce la possibilità di un controllo incrociato delle rilevazioni effettuate.
Ognuno dei tre rilevatori dovrebbe essere composto da due interferometri, uno ottimizzato per operazioni sotto i 30 Hz e uno ottimizzato per operazioni a frequenza più elevata.
L'interferometro a bassa frequenza (da 1 a 250 Hz) utilizzerà un'ottica raffreddata a 10 K (−441,7 °F; −263,1 °C), con un raggio di potenza di circa 18 kW nelle cavità di ogni braccio.. Ogni interferometro ad alta frequenza da (10 Hz a 10 kHz) userà ottiche a temperature ambiente e un raggio circolante di potenza molto più alta 3 MW.

### Prototipo
Un prototipo, o impianto di prova, chiamato ET Pathfinder, sarà costruito alla Università di Maastricht nei Paesi Bassi.

## Tempi e costi
Il tempo di completamento dell'infrastruttura è stimato in 9 anni. L'effetto complessivo sul piano economico dell'intervento è stimato in 6,184 miliardi di euro.

## Siti candidati
I siti individuati come candidati ad accogliere il progetto, sono due:
- Sos Enattos (Sardegna) in Italia[14].;
- Euroregione Mosa-Reno per Belgio, Paesi Bassi, Germania.

### Il sito in Sardegna
Sos Enattos (o Sos Enathos) è stata scelta per le caratteristiche funzionali al progetto del sito nell'isola: 
- È stato classificato come uno dei luoghi più silenziosi della terra[15]: l'attività sismica di disturbo alla rilevazione delle onde gravitazionali è sostanzialmente nulla.[16]
- Il complesso minerario che costituirebbe la necessaria base sotterranea prevista per l'allocazione del progetto.
- L'opportunità della scelta del sito italiano costituirebbe un piano di rinascita senza precedenti. È stato calcolato che l'investimento iniziale dei 6,184 miliardi di euro produrrebbe una crescita del prodotto interno lordo di 2,263 miliardi euro.
- La ricaduta occupazionale sarebbe imponente: nei 9 anni di costruzione, considerando effetti diretti e indotti, è stimato l'impiego in 36.085 unità, con un indotto locale (il 65-75% dell'importo complessivo) pari ad un volume d'affari di 4,329 miliardi di euro.[10]

A gennaio 2021 vengono effettuati sondaggi sismologici per la validazione del sito, installando 15 stazioni sismometriche in prossimità della miniera di Sos Enattos.
A settembre 2022 il governo Draghi dà mandato al presidente dell'INFN Antonio Zoccoli di procedere alla realizzazione del dossier di candidatura dell'Italia confermando i 350 milioni di euro di impegno economico già stanziati dalla Regione Sardegna.

### Il sito nel comprensorio dell'Euregio Meuse-Rhin
L'Euroregione Meuse-Rhin (Mosa-Reno) è un comprensorio che costituisce una regione non-ufficiale che include territori di Belgio, Paesi Bassi e Germania.
- La scelta di un sito in tale regione[22] permetterebbe di dislocare i tre bracci del progetto su territori delle tre singole nazioni.
- La regione, allo scopo di destinare l'ET nel proprio comprensorio, ha investito 7,5 milioni di euro di fondi europei.[23]